# Patinopecten caurinus
Patinopecten caurinus är en musselart som först beskrevs av Gould 1850.  Patinopecten caurinus ingår i släktet Patinopecten och familjen kammusslor. Inga underarter finns listade i Catalogue of Life.